# The Stars and Stripes Forever
The Stars and Stripes Forever («Звёзды и полосы навсегда») — патриотический американский марш, рассматриваемый как лучшее произведение (Magnum opus) композитора Джона Филиппа Сузы. По акту Конгресса США 1987 года этот марш является национальным маршем США
.

## История

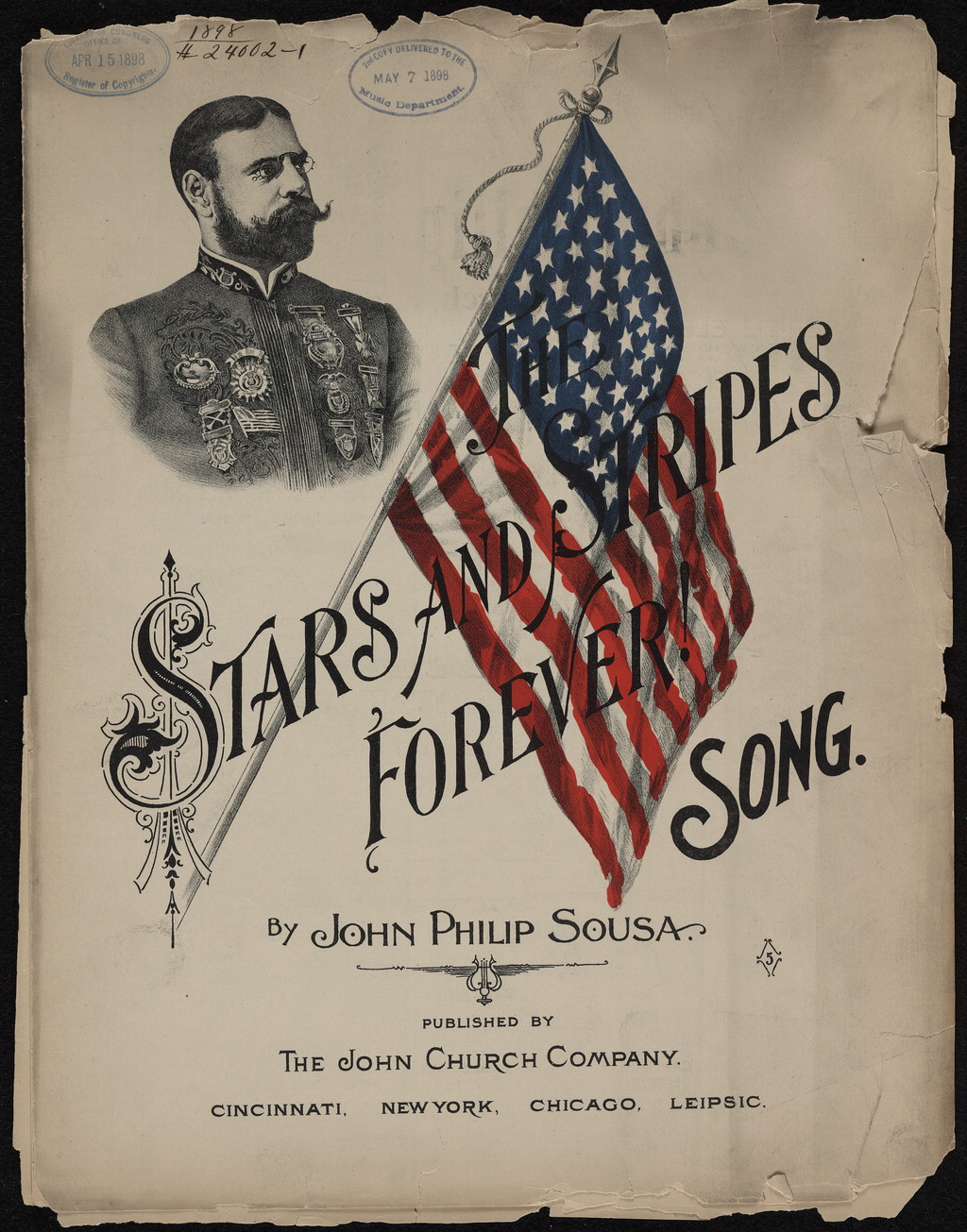
Ноты из Библиотеки Конгресса США

В автобиографии Суза писал, что он написал данный марш на Рождество 1896 года. Он только что узнал о недавней смерти Дэвида Блэйкли, менеджера оркестра Сузы. Суза был на пароме в Европе в то время, и марш родился в его голове. Он записал ноты на бумаге по прибытии в Америку.

## Музыка
Форма марша аналогична стандартной американских маршей. Его трио (основная мелодия) — самая известная часть марша. Большинство оркестров следует практики оркестра Сузы, когда один или три (но никогда два) игрока на пикколо играют облигато в первом повторении трио. Во втором повторении («Grandioso») низкая медь присоединяется к пикколо-игрокам с заметной «контрмелодией». Официальная версия марша, которую исполняет Оркестр морской пехоты США, исполняется в тональности ми-бемоль.

## Текст марша на английском языке
Let martial note in triumph float

And liberty extend its mighty hand

A flag appears 'mid thunderous cheers,

The banner of the Western land.

The emblem of the brave and true

Its folds protect no tyrant crew;

The red and white and starry blue

Is freedom’s shield and hope.

Other nations may deem their flags the best

And cheer them with fervid elation

But the flag of the North and South and West

Is the flag of flags, the flag of Freedom’s nation.

Hurrah for the flag of the free!

May it wave as our standard forever,

The gem of the land and the sea,

The banner of the right.

Let despots remember the day

When our fathers with mighty endeavor

Proclaimed as they marched to the fray

That by their might and by their right

It waves forever.

Let eagle shriek from lofty peak

The never-ending watchword of our land;

Let summer breeze waft through the trees

The echo of the chorus grand.

Sing out for liberty and light,

Sing out for freedom and the right.

Sing out for Union and its might,

O patriotic sons.

Other nations may deem their flags the best

And cheer them with fervid elation,

But the flag of the North and South and West

Is the flag of flags, the flag of Freedom’s nation.

Hurrah for the flag of the free.

May it wave as our standard forever

The gem of the land and the sea,

The banner of the right.

Let despots remember the day

When our fathers with mighty endeavor

Proclaimed as they marched to the fray,

That by their might and by their right

It waves forever.

## В театре
В 1958 году балетмейстер Джордж Баланчин поставил на музыку композитора, оркестрованную Херши Кеем, балет «Звёзды и полосы».

## Медиафайлы
| Stars and Stripes Forever                                                                     |
|                                                                                               |
| A 1909 Edison Records recording of Sousa's Band performing Sousa's Stars and Stripes Forever. |

| Stars and Stripes Forever                                        |
|                                                                  |
| The United States Marine Band performs Stars and Stripes Forever |

| Stars and Stripes Forever |
| |
| The Stars and Stripes Forever for 1 Piano, 4 Hands. Arranged by American concert pianist Giorgi Latso, performed by The Latsos Piano Duo |